# Y Xuân (quận)
Y Xuân (chữ Hán giản thể: 伊春区, âm Hán Việt: Y Xuân khu) là một quận thuộc địa cấp thị Y Xuân, tỉnh Hắc Long Giang, Cộng hòa Nhân dân Trung Hoa. Quận này có diện tích 100 km², dân số 150.000 người. Mã số bưu chính của quận Y Xuân là 153000. Quận được chia thành các đơn vị hành chính gồm 8 nhai đạo, 1 hương.
- Nhai đạo biện sự xứ: Chế Tài, Hướng Dương, Phù Lâm, Tiến, Hồng Thăng, Húc Nhật, Triều Dương, Đông Thăng.
- Hương Đông Thăng.